# Oameni de seamă ai științei agricole românești
România a fost binecuvântată de-a lungul istoriei cu numeroși oameni de seamă care au contribuit semnificativ la dezvoltarea agriculturii, științei solului și inovării în domeniul agricol. Acești specialiști, prin munca lor asiduă, au pus bazele unei agriculturi moderne, transformând practicile tradiționale într-un sistem intensiv, capabil să susțină economia națională și să alinieze România la standardele internaționale. De la fondatori precum Ion Ionescu de la Brad, care a stabilit fundamentele științei agricole românești, la pedologi precum Gheorghe Munteanu Murgoci, care a inițiat studiul sistematic al solurilor, și până la horticultori precum Valeriu D. Cotea, care a ridicat viticultura românească la nivel mondial, contribuțiile lor au fost esențiale pentru progresul țării.
Una dintre sursele valoroase care documentează aceste contribuții este lucrarea Oameni de seamă ai științei agricole românești, scrisă de prof. dr. ing. Viorel Iulian Peștean. Publicată în mai multe volume între 1999 și 2000, această lucrare își propune să aducă în prim-plan viața și opera personalităților care au influențat agricultura românească, de la secolul al XIX-lea până în perioada contemporană.

## Context istoric
Dezvoltarea agriculturii românești a fost profund influențată de contextul istoric, în special după Marea Unire din 1918, când s-a simțit un suflu nou în spațiul carpato-danubiano-pontic. Agricultura, ocupația de bază a românilor, a beneficiat de înființarea școlilor agricole, a institutelor de cercetare și a exploatațiilor moderne. După al Doilea Război Mondial, România a trecut de la o agricultură primitivă la una intensivă, aliniată la standardele internaționale, datorită contribuțiilor personalităților din acest domeniu.
În perioada 1945–1989, statul socialist a sprijinit agricultura prin extinderea suprafețelor irigate (de la 34.000 ha în 1934 la 3 milioane ha în 1989), crearea hibrizilor de porumb și floarea-soarelui, și organizarea unor exploatații agricole gigant precum „Insula Mare a Brăilei” sau combinatele de porcine COMTIM Timișoara și ISCIP Tomești.

## Despre lucrare
Lucrarea Oameni de seamă ai științei agricole românești este structurată în mai multe volume:
- Volumul I: Include înaintași din secolul al XIX-lea și prima jumătate a secolului al XX-lea, precum Ion Ionescu de la Brad și Gheorghe Ionescu-Șișești.
- Volumele II și III: Acoperă personalități născute între 1900 și 1925, a căror activitate s-a desfășurat în perioada 1945–1985, o epocă de progres semnificativ în agricultura românească.

Autorul, Viorel Iulian Peștean, a fost contemporan cu multe dintre personalitățile prezentate în volumul al doilea, unele fiindu-i profesori. Lucrarea clasifică personalitățile pe domenii precum pedologie, agrochimie, zootehnie, horticultură și fitogeografie, oferind o imagine detaliată a contribuțiilor lor.

## Personalități notabile
Lucrarea evidențiază o serie de personalități care au marcat știința agricolă românească:

### Fondatori
- Ion Ionescu de la Brad (1818–1891): Considerat părintele științei agricole românești, a fost un pașoptist de frunte, prieten cu Ion Ghica, Costache Negri și Mihail Kogălniceanu.
- Petre S. Aurelian (1833–1909): Agronom și economist, ctitor al primei școli moderne de agricultură din România.
- Haralamb Vasiliu (1880–1944): Fondator al învățământului agricol superior modern în Moldova.
- Gheorghe Ionescu-Șișești (1885–1967): Ctitor al cercetării agricole organizate, fondator al Institutului de Cercetări Agricole Române (1929).

### Pedologi
- Gheorghe Munteanu Murgoci (1872–1925): Fondatorul pedologiei românești.
- Nicolae Bucur (1910–1969): Ultimul mare pedolog clasic al școlii românești.
- Neculai Barbu (n. 1924): Pionier al pedogeografiei, autor al primului curs de pedogeografie.
- Nicolae Cernescu, Nicolae Florea, Grigore Obrejanu: Câțiva reprezentanți ai celei de-a doua generații de pedologi.

### Agrochimiști
- David Davidescu (1916–2001): Academician, coordonator al volumului „Științe Agricole”.
- Cristofor Simionescu (1897–1985): Savant agrochimist.

### Zootehniști
- Emil Roșu: Specialist în creșterea științifică a animalelor.
- Emil Negruțiu, Gherasim Constantinescu: Contribuitori la ameliorarea populațiilor de animale.

### Horticultori și viticultori
- Valeriu D. Cotea (1927–2009): Academician, specialist în viticultură, coautor al lucrării „Podgoriile și vinurile României”.
- Gheorghe Anghel: Horticultor de renume.

### Fitogeografi și botaniști
- Mihai Răvăruț: Specialist în fitogeografie.
- Traian Săvulescu (1889–1963): Botanist și fitopatolog.

### Publiciști în agricultură
- Ștefan P. Radianu (1863–1918): Autor al lucrării „Din trecutul și prezentul agriculturii românești” (1902).

## Contribuții majore
Personalitățile din domeniul agricol românesc au avut un impact semnificativ:
- Modernizarea agriculturii: Introducerea tractoarelor, îngrășămintelor și pesticidelor.
- Cercetare și educație: Înființarea școlilor agricole și institutelor de cercetare.
- Hibridizare și ameliorare: Crearea hibrizilor de porumb și floarea-soarelui.
- Irigații: Extinderea suprafețelor irigate la 3 milioane ha până în 1989.
- Exploatații agricole de anvergură: Organizarea unor ferme gigant precum „Insula Mare a Brăilei”.

## Lucrări de referință
- „Din trecutul și prezentul agriculturii românești” (1902) – Ștefan P. Radianu
- „Științe Agricole” (1970) – David Davidescu (coord.)
- „Podgoriile și vinurile României” (2000) – Valeriu D. Cotea, Viorel Iulian Peștean ș.a.
- „Pedogeografie” și „Geografia solurilor României” – Neculai Barbu

## Importanța lucrării
Lucrarea lui Viorel Iulian Peștean scoate din anonimat numeroase personalități, oferind un document valoros pentru istoria agriculturii românești. Este adresată atât specialiștilor, cât și publicului larg interesat de acest domeniu.